# Кежим
Кежим — кольчужная либо матерчатая попона для лошадей, использовавшаяся тюркскими народами.
Кежим происходит от конской брони, использовавшейся сакскими и сарматскими тяжеловооружёнными всадниками — катафрактариями. Термин «кежим» появляется в Средние века в огузских источниках.
Кольчужный кежим, как правило, состоял из шести частей. В зависимости от прочности укрепления выделялись несколько видов брони, в казахском языке именуемые следующим образом: көбе кежім, берен кежім, қапталған кежім. Матерчатый вариант обычно расшивался разноцветными тонкими нитями и использовался как для укрывания крупа коня в холодную погоду, так и в качестве украшения на праздниках.